# Benamauc (Camea)
Benamauc  (Benamauk, Benemauk) ist ein Stadtteil der osttimoresischen Landeshauptstadt Dili.

## Geographie und Einrichtungen
Benamauc befindet sich östlich des Stadtzentrums Dilis auf einer Meereshöhe von 65 m. Sein heutiges Zentrum liegt in der Aldeia Terminal (Suco Camea, Verwaltungsamt Cristo Rei, Gemeinde Dili), am Ostufer des Flusses Benamauc, einem Quellfluss des Mota Clarans. Am gegenüberliegenden Ufer befindet sich der Suco Becora.
Der Suco Centro Benemauc kam 2004 zum Suco Becora, so dass die Überlandstraße von Dili nach Hera die Grenze zwischen den Sucos bildete und damit Benemauc trennte. 2015 wurde das Gebiet südlich der Straße und östlich des Flusses zu Camea geschlagen.
Nördlich geht Benamauc in den Stadtteil Bedois über, südlich der Rua Fatu-Ahi der Stadtteil Buburlau. In Benamauc liegt der Sitz des Sucos Camea und das Terminal Becora, von wo aus Überlandbusse verkehren. Außerdem gibt es eine medizinische Station. Die Brücke Ponte Terminal Becora überquert bei Terminal.